# 科蒂夫 (里夫內區)
50°41′23″N 26°26′53″E / 50.68972°N 26.44806°E

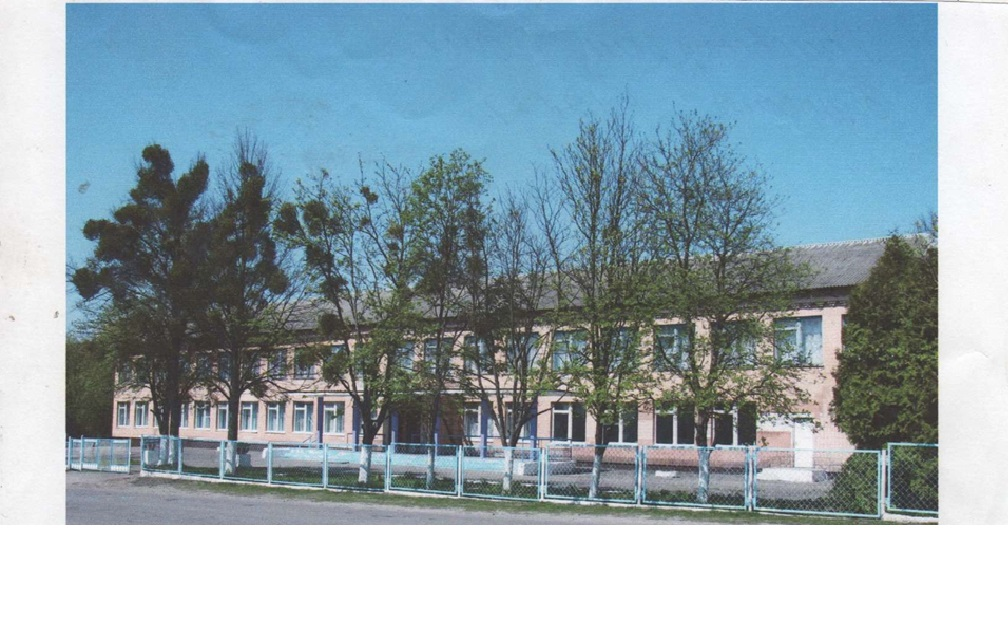
当地学校

科蒂夫（烏克蘭語：Котів），是烏克蘭西北部里夫内州里夫内区白克里尼察市镇的村落。始建於1445年，面積5.44平方公里，海拔高度204米，2001年人口675，人口密度每平方公里124.1人。